# Pizzasallad

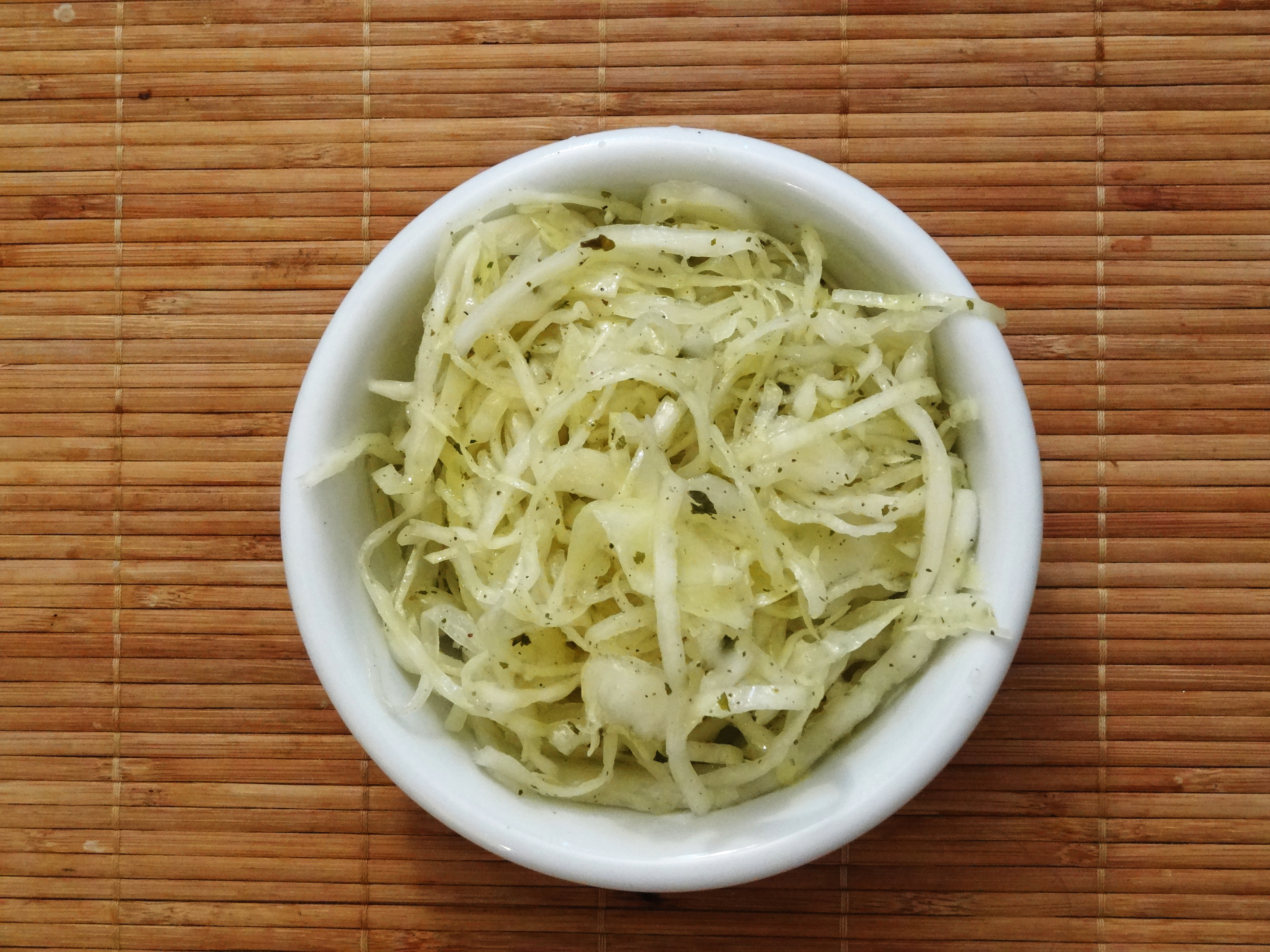
En portion pizzasallad.

Pizzasallad är ett samlingsnamn för de vitkålssallader (liknande coleslaw) som serveras som tillbehör på svenska pizzerior. Strimlad vitkål, olja, vinäger, salt och svartpeppar är vanliga ingredienser och även röd paprika.

## Historia
År 1969 öppnades Pizzeria Piazza Opera på Gustav Adolfs torg i Stockholm av entreprenören Giuseppe "Peppino" Sperandio. Där föddes även idén att servera gratis sallad med pizzan. När Sperandio behövde en billig och mättande sallad att äta medan pizzan bakades kom han ihåg salladen "kupus salata" från sin barndom i nordöstra Italien, en sallad från angränsande Kroatien.

## Tillredning och hållbarhet
Pizzasalladen brukar stå och dra några timmar eller längre i kylskåp innan den serveras. Den förvaras svalt och då är hållbarhetstiden omkring en vecka. Innehåller den paprika är hållbarhetstiden 3–4 dagar.